# Hot Girls Wanted
Hot Girls Wanted es un documental estadounidense del año 2015 de Netflix, dirigido por Jill Bauer y Ronna Gradus, acerca de un grupo de jóvenes que se dedican a la pornografía. Relata la vida de varias actrices del cine porno de 18 y 19 años de edad. Se estrenó en el Festival de Cine Sundance 2015 y se presentó en Netflix el 29 de mayo del 2015.

## Sinopsis
Se entrevista a varias chicas de 18 y 19 años acerca de su experiencia como actrices porno. Una de ellas, Tressa, abandona el negocio a instancias de su novio, Kendall.

## Producción
El documental se ideó originalmente como una exploración del consumo masculino de pornografía en los planteles universitarios. Los cineastas abandonaron esta idea cuando descubrieron que los hombres buscan sobre todo videos pornográficos donde aparecen mujeres muy jóvenes. Interesados en saber por qué una gran cantidad de mujeres jóvenes ingresan a la industria pornográfica, los directores decidieron hacer un documental para relatar su historia.

## Distribución
Hot Girls Wanted se estrenó en el Festival de Cine de Sundance 2015. Netflix distribuyó el documental y lo estrenó el 29 de mayo de 2015.

## Críticas
Geoff Berkshire, de la revista Variety, escribió: "Un vistazo íntimo y a fin de cuentas desgarrador al interior del mundo del porno amateur, Hot Girls Wanted impactará e indignará a las audiencias por igual." Leslie Felperin, de The Hollywood Reporter, la consideró un "estudio riguroso y oportuno". Jordan Hoffman, de The Guardian, le dio 2 estrellas de 5 y escribió: "Si no supieras nada acerca de los posibles peligros para las jóvenes que trabajan en la industria pornográfica, este documental podría resultar educativo. Para todos los demás, es un recordatorio innecesario – si acaso tiene un beneficio." Mike Hale, de The New York Times, lo describió como "un documental con un tema y un título provocativos pero con un tono incierto que vacila entre la cansada ira y la preocupación maternal".